# Gustav Smedal
Gustav Cathrinus Hofgaard Smedal (ur. 28 grudnia 1888, zm. 30 października 1951) – norweski prawnik, działacz polarny, polityk, współtwórca planu aneksji Ziemi Eryka Rudego.

## Życiorys
Był synem prokuratora generalnego i ministra Haralda Smedala (1859–1911) oraz Caroline Kirkgaard Hofgaard (1863–89). Dorastał w Kristianii i ukończył studia w szkole Vestheim w 1907 roku. Następnie studiował prawo i został magistrem w 1913 roku. Po odbyciu praktyk w urzędach w Stavanger i Drammen oraz pracy prawnika w Stavenger został zatrudniony w Ministerstwie Spraw Zagranicznych w latach 1920-23. pełnił tam funkcję sekretarza delegacji norweskiej przy Lidze Narodów w Genewie oraz prywatnego sekretarza eksperta prawa międzynarodowego Frederika Beichmanna w latach 1921–22. W latach 1923–1931 Smedal prowadził kancelarię prawną w Stavanger. 
W 1930 roku został doktorem prawa po napisaniu pracy doktoranckiej pt. Nabycie państwowej władzy nad obszarami polarnymi. Obserwując poczynania Norwegii oraz Danii wobec terenów polarnych zdał sobie sprawę, że działacze nie mieli jednolitej koncepcji kształtowania swojej polityki i dlatego przeprowadził ważne projekty badawcze, które dostarczyły idei i podstawy prawnej Norwegii na dominację nad Grenlandią. Uważał, że „sprawa Grenlandii to historia wielkiej niesprawiedliwości, zaniedbania i obojętności wobec żyjących Norwegów”. 
Ponieważ spór o Grenlandię toczył się również na arenie międzynarodowej, w 1931 roku skontaktował się z pionierem badań nad obszarami polarnymi Adolfem Hoelem, z którym opracował plan norweskich działań w celu zajęcia terenów Grenlandii. Przy planie pracował także traper Hallvard Devold, który 27 czerwca 1931 roku wprowadził plan w życie i wraz ze swoimi pracownikami dokonał aneksji Wschodniej Grenlandii, później nazwaną Ziemią Eryka Rudego. Smedal był członkiem norweskiej delegacji podczas rozprawy w Stałym Trybunale Sprawiedliwości Międzynarodowej w Hadze. Po tym, jak Norwegia przegrała sprawę, twierdził, że Traktat Kiloński był niesprawiedliwy wobec Norwegii, argumentując, że cała Grenlandia powinna podlegać władzy Norwegii. Później został członkiem partii Quislinga Nasjonal Samling w 1942 roku, lecz nie był jej aktywnym członkiem. 
Wraz z Adolfem Hoelem powołali Norweski Komitet Arktyczny, który miał kontynuować wysiłki na rzecz ochrony interesów Norwegii w Arktyce. Jako członek NS Smedal otrzymał propozycję kilku stanowisk, w tym stanowisko w Sądzie Najwyższym. Odrzucił wszystkie oferty, lecz przyjął tytuł profesora honorowego na Uniwersytecie w Oslo w 1943 roku. Zmarł na emigracji w 1951 roku. 